# La famiglia
La famiglia é um filme de drama italiano de 1987 dirigido e escrito por Ettore Scola. Foi indicado ao Oscar de melhor filme estrangeiro na edição de 1988, representando a Itália.

## Elenco
- Vittorio Gassman - Carlo/Avô de Carlo
- Stefania Sandrelli - Beatrice
- Andrea Occhipinti - Carlo (jovem)
- Fanny Ardant - Adriana
- Philippe Noiret - Jean Luc
- Carlo Dapporto - Giulio (adulto)
- Massimo Dapporto - Giulio (jovem)
- Sergio Castellitto - Carletto
- Ricky Tognazzi - Paolino
- Ottavia Piccolo - Adelina
- Athina Cenci - Margherita